# Wendland
Pour les articles homonymes, voir Wendland.

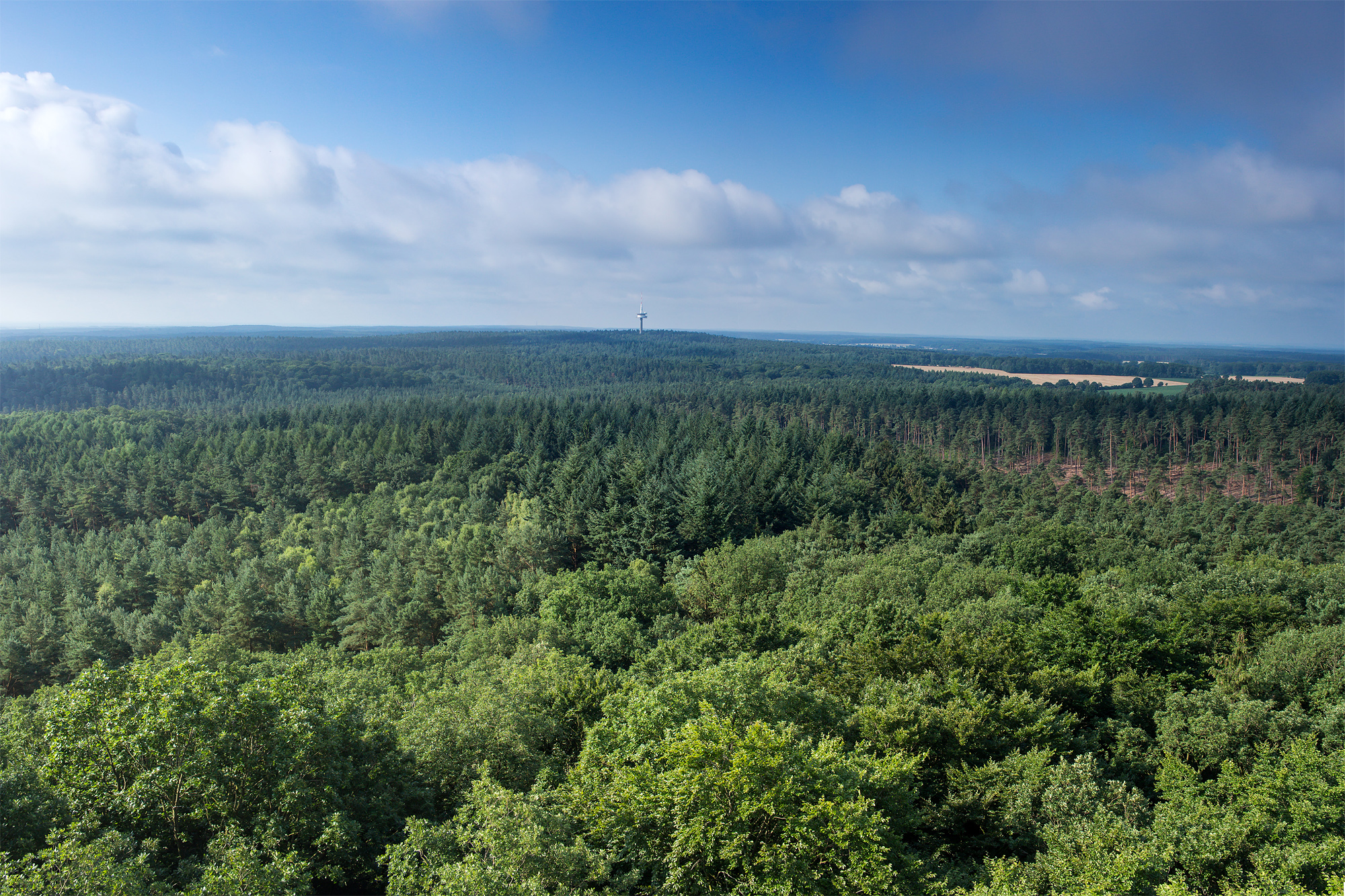
Wendland

Le Wendland est une région allemande jadis slave située aux confins des Länder de Basse-Saxe, Mecklembourg-Poméranie-Occidentale, Brandebourg et Saxe-Anhalt. Elle est centrée sur l'arrondissement de Lüchow-Dannenberg.
L'usage du nom « Wendland » pour désigner cette région n'est pas très ancien. Il apparait vers 1700 quand un pasteur de Wustrow utilise le mot « Wendes » pour décrire les habitants slaves de l'est du territoire hanoverain (qui parlent alors polabe).

## Opposition au transport du combustible nucléaire
La région du Wendland est depuis plusieurs années le lieu d'une importante résistance de la population contre le projet d'enfouissement de déchets radioactifs dans la région, notamment sur le site de Gorleben.
Il existe de ce fait une importante mobilisation contre le transport du combustible nucléaire dans la région, les opposants montrant leur opposition aux Castors en affichant une croix en bois de couleur dorée devant leurs maisons,,.